# Ferreirúa de Baixo
Ferreirúa de Baixo (llamada oficialmente A Ferreirúa de Abaixo) es una aldea española situada en la parroquia de Ferreirúa, del municipio de Puebla del Brollón, en la provincia de Lugo, Galicia.

## Geografía
Está situado a 415 metros de altitud, junto al río Picarrexo. 

## Demografía
| Gráfica de evolución demográfica de Ferreirúa de Baixo entre 2000 y 2020 |
|                                                                          |
| Datos según el nomenclátor publicado por el INE.                         |